# Jíp Man
Jíp Man (népszerű latin betűs átírással Yip Man vagy Ip Man, egyszerűsített kínai: 叶问, hagyományos kínai: 葉問, pinjin: Yè Wèn, magyaros mandarin: Je Ven) (Fosan, 1893. október 1. – Hongkong, 1972. december 2.) kínai harcművész, tanító, a Wing Chun kungfu nagymestere. Több tanítványa volt, akik később Wing Chun mesterek lettek. Leghíresebb tanítványa Bruce Lee volt.

## Fiatalkora
Jíp Man édesapja Jíp Ój-tór, édesanyja Vú Szh-új, négy gyermek közül a harmadikként született. Gazdag családban született Fosanban, hagyományos kínai oktatást kapott. Btya Jíp Khaj-kak, nővére Jíp Van-mé, húga Jíp Van-húm.
12 évesen kezdte el tanulni a Wing Chunt, Chan Váh-szhún tanítványa lett, aki 64 éves volt, amikor felvette, és ő lett az utolsó tanítványa. A mester három évvel később elhunyt, egyik kívánsága az volt, hogy a rangidős tanítványa, Vú Chung-szók tanítsa tovább Jípet.
16 évesen Hongkongba költözött, egyik rokona segítségével. Egy évvel később a St Stephen's College-ba járt iskolába, ahova a gazdag családok gyerekeit járatták. Tanulmányai alatt látott egy külföldi rendőrtisztet, aki éppen vert egy nőt, és ekkor közbelépett. A rendőrtiszt megtámadta Jípet, de leütötte a tisztet és osztálytársaival berohantak az iskolába. Jíp egyik osztálytársa később elmesélte a történteket az egyik szomszéd idős embernek. Később az idős ember találkozott Jípel és megkérdezte tőle, milyen harcművészetet tanult. Az ember azt mondta Jíp formáira, hogy „nem nagyon jók”. A férfi megkérdőjelezte Jíp Wing Chunját Chi Sao-ban (egy olyan képzési forma, amely szabályozott támadással és védekezéssel jár). Jíp látta a lehetőséget, hogy bebizonyítsa: a képességei jók, de az idős ember néhány ütés után legyőzte. Kiderült, hogy Jíp ellenfele Leung Píkh, annak a Leung Jan-nak fia, aki Chan Váh-szhún mestere volt. A találkozás után Leung Píkh oktatta tovább Jíp-et négy éven át.
24 évesen visszatért Fosanba és rendőrnek jelentkezett. Wing Chunt tanított a számos alárendeltjének, barátainak és rokonainak, de hivatalosan nem vezetett harcművészeti iskolát. Néhány ismertebb diákja Chov Khvóng-júe (周光裕), Khvók Fú (郭富), Lún Kah (倫佳), Chan Chí-szún (陳志新), Xú He-véj (徐和威) és Lúj Jing (呂應). Közülük Chov Khvóng-júe volt a legjobb, de végül elment a kereskedelembe dolgozni és abbahagyta a harcművészet gyakorlását. Khvók Fú és Lún Kah folytatták a harcművészet gyakorlását, növendékeket fogadtak, és átadták a Wing Chun harcművészetet a Kuangtung régióban. Chan Chí-szún és Lúj Jing később Hongkongba költöztek, de egyikük sem fogadott növendékeket. Jíp a második kínai–japán háború idején Khvók Fú-val élt, és csak a háború után tért vissza Fosanba, ahol folytatta karrierjét rendőrtisztként. Jíp 1949 végén a családjával elhagyta Fosant és Hongkongba emigráltak, miután a Kínai Kommunista Párt megnyerte a kínai polgárháborút a Kuomintangal szemben, mivel Jíp a Kuomintang tisztje volt.

## Élete Hongkongban

Jíp Man és Bruce Lee.

Kezdetben Jíp Man tanítási tevékenysége szegényes volt, mert Jíp diákjai csak néhány hónapig maradtak. Kétszer is átköltöztette iskoláját, 1953-ban a Castle Peak utcába Szamszöüpouba, majd 1955-ben a Lee Tat utcába Yau Ma Teibe, itt volt tanítványa Bruce Lee. Néhány tanítványa jártassá vált a Wing Chunban és saját iskolát indítottak. Néhány tanítványa és utóda más harcművészekkel harcoltak, hogy összehasonlítsák készségeiket, és hogy győzelmeik segítsék növelni Jíp hírnevét.
1967-ben néhány tanítványa segítségével létrehozta a hongkongi Wing Chun Szövetséget. A Wing Chun Szövetség fő célja az volt, hogy segítse Jípet pénzügyi nehézségeinek megoldásában.
Jíp Man rendszeres ópiumfogyasztó volt. Egyik korábbi diákja, Duncan Leung azt állította, hogy Jíp a tandíjból fedezte ópiumfüggőségét.

## Halála és öröksége

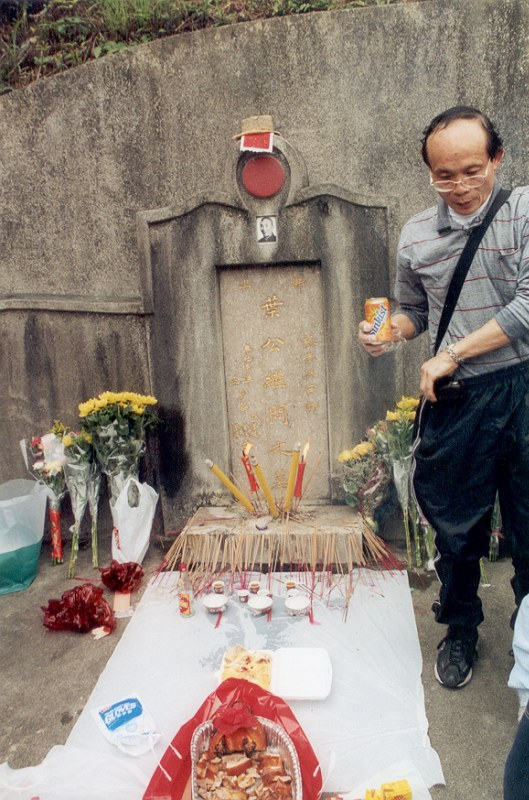
Jíp Man sírhelye

Jíp 1972. december 2-án halt meg a hongkongi Tung Choi utca 149. szám alatt, torokrák következtében, hét hónappal Bruce Lee halála előtt.
Jíp öröksége a Wing Chun globális alkalmazása. Jíp Cön, Jíp legidősebb fia szenvedélyesen tartja életben apja Wing Chun kungfu örökségét, 2014-ben Jíp Cönt választották, hogy képviselje a Wing Chunt, mint a Wing Chun-stílusú kungfu örököse. Jíp Man nevezetesebb tanítványai: Bruce Lee, Leung Ting, Jíp Ceng, Jíp Cön, Chú Shóng-thín, Lók Jíu, Leung Sheung, Vóng Shún-leung, Ng Chan (伍燦), William Cheung, Moj Jat, Ló Man-kham
Jíp írta meg a Wing Chun írásos történetét. Fosanban élete számos tárgyi emléke megtalálható az ősi templom területén, a Yip Man Tong múzeumban.

## Kultúrában
Jíp Man életét több film is megörökítette, 2008-ban az Ip Man című alkotásban Donnie Yen alakította, 2010-ben a The Legend is Born – Ip Man című filmben Dennis To alakította. Jíp Man fia, Jíp Cön (Jip Zeon) mindkét filmnél tanácsadóként működött közre.
Ip Man: A nagymester film, az 1950-es években játszódik és több tanítványa is megjelenik, köztük Bruce Lee. Donnie Yen 2010 márciusában azt mondta a kínai médiának, hogy az Ip Man 2 után nem játssza tovább a Wing Chun mestert. Azt mondta "Ez lesz az utolsó filmem a témában. Amikor valami sikeres lesz, akkor mindenki be akar ugrani a zenekarba, ez nagyon ijesztő. Tudtad, hogy hány Ip Man filmet gyártanak? Ilyen körülmények között nem fogunk tudni haladni, csak a téma túlzott telítettségéhez vezet." 2015-ben megjelent az Ip Man: A védelmező, amiben Donnie Yen ismét Jíp Manként szerepelt.
Jú Cheng-húj játszotta Jíp Man-t a Bruce Lee Legendájában, egy 2008-as kínai televíziós sorozat, amely Bruce Lee életén alapul, aki Jíp egyik diákja volt.
Egy másik, Jíp Man életén alapuló film, Ip Man – Legenda születik címmel 2010 júniusában adták ki. Herman Jau rendezte a filmet, és Dennis To alakította Ip Mant.
Vóng Khar-vaj rendezte A nagymester egy 2013-as filmet, Tony Leung Chiu-wai mint Ip Man. A film a kínai harcművészeten alapul a második kínai–japán háború időszakában. A többi Jíp Man filmmel ellentétben A Nagymester film középpontjában, inkább a harcművészet és az élet közötti gondolkodás és filozófia áll.
2013-as hongkongi film az Ip Man: A végső harc Herman Jau rendezte és Anthony Wong játszotta Ip Man-t, a késői hongkongi időszakában játszódik.
2019-ben megjelent az Ip Man 4: The Finale film (Magyarul:Ip Man 4. – Finálé). Wilson Yip rendezte és Donnie Yen játszotta Ip Man-t.

## Fordítás
- Ez a szócikk részben vagy egészben  a   Yip Man című angol Wikipédia-szócikk ezen változatának fordításán alapul.  Az eredeti cikk szerkesztőit annak laptörténete sorolja fel. Ez a jelzés csupán a megfogalmazás eredetét és a szerzői jogokat jelzi, nem szolgál a cikkben szereplő információk forrásmegjelöléseként.